# Едвард Виктор Еплтон
Сер Едвард Виктор Еплтон (енгл. Edward Victor Appleton, 6. септембар 1892 – 21. априла 1965) био је енглески физичар, добитник Нобелове награде за физику и пионир у радиофизици. Студирао је и био запослен као техничар у лабораторији на Бредфорд колеџу од 1909. до 1911. године.
Освојио је Нобелову награду за физику 1947. године "за истраживања физике горње атмосфере, посебно за откриће Аплтоновог слоја".